# Židovský hřbitov v Habrech
Židovský hřbitov v Habrech je situován severozápadně od města Habry při polní cestě odbočující doleva k Chrtníči ze silnice na Frýdnavu, asi 1 km od Žižkova náměstí. Je chráněn jako kulturní památka České republiky.
V areálu židovského hřbitova založeného nejdéle v první polovině 17. století, se na ploše 2704 m2 dochovalo kolem 250 náhrobních kamenů (macev) s nejstarším čitelným z roku 1740.
V jihozápadní části hřbitova se dochoval zbytek průchozí márnice s kamenným portálem, ohradní zeď je poškozena.
K všeobecně publikovaným omylům patří tvrzení, že na židovském hřbitově v Habrech je pochován i Adolf Stránský, zakladatel Lidových novin. Haberský rodák (8. dubna 1855) zemřel v Brně 18. prosince 1931 a tam je také pohřben.
Zdejší židovská komunita, která se datuje z doby před rokem 1648, přestala existovat v roce 1940.
V Habrech se nachází také synagoga.

## Galerie

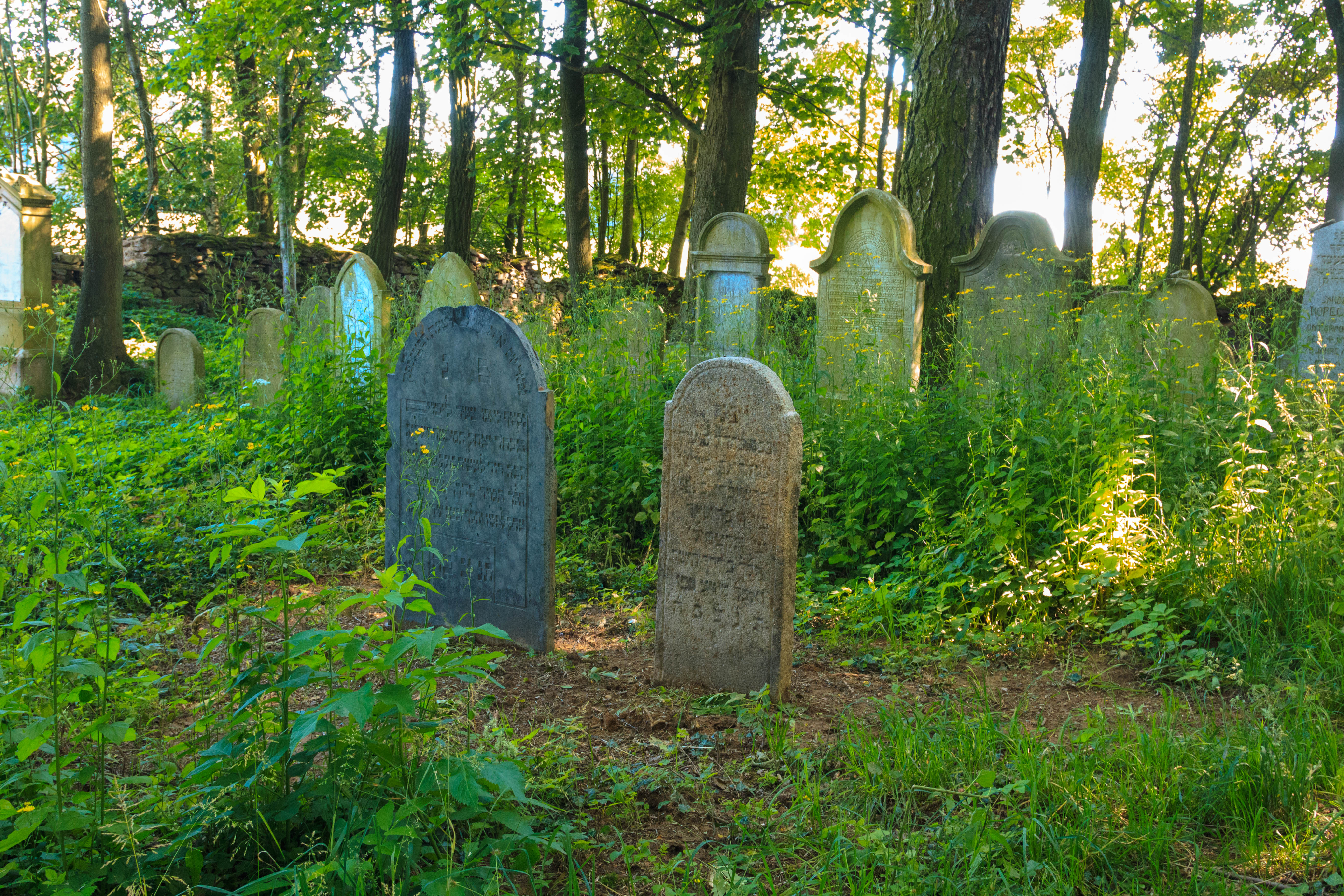
Náhrobky
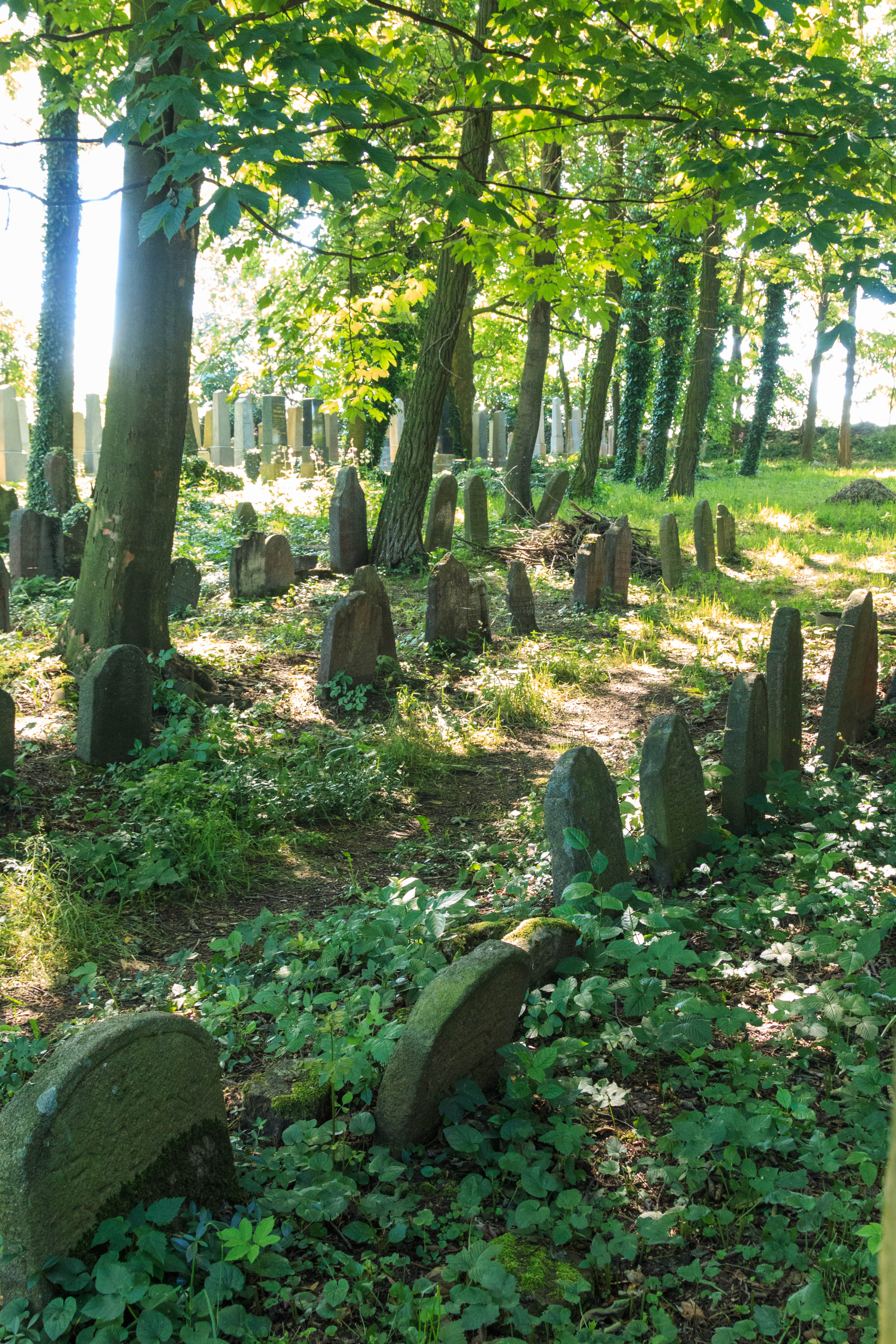
Náhrobky
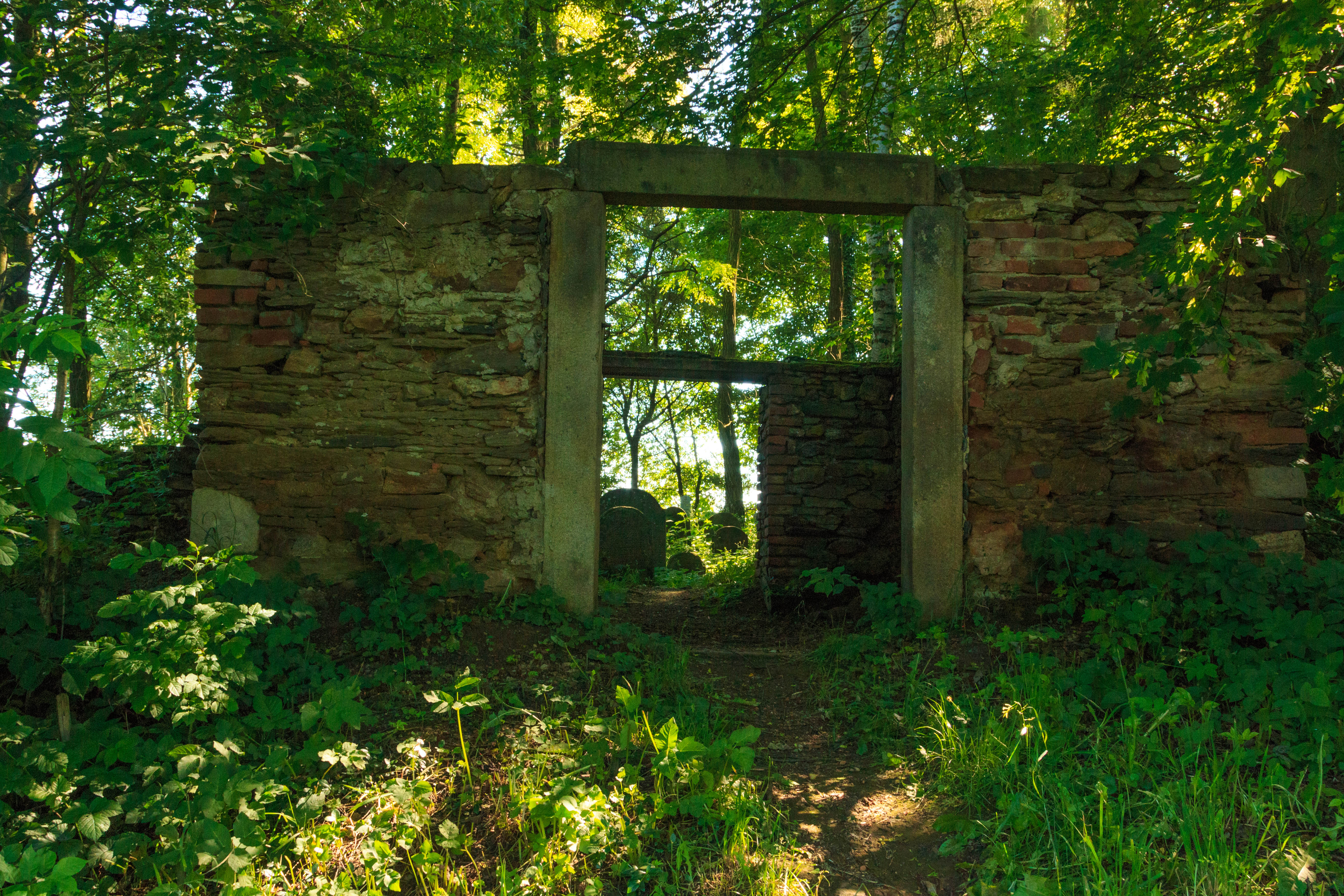
Pozůstatky márnice